# Expérience et jugement
Expérience et Jugement (Erfahrung und Urteil), est un recueil de textes du philosophe allemand Edmund Husserl. Il fut compilé par son ancien élève Ludwig Landgrebe, et publié de manière posthume.
Les sources de Husserl que nous possédons sur la composition de l'ouvrage sont diverses : livres publiés, leçons données et notes sténographiées. Husserl avait souhaité la publication de ce recueil qui est un condensé de notes et de cours datant des années 1920. Si ce volume a été publié à titre posthume, c'est cependant l'état d'esprit du philosophe dans ces années qu'on y retrouve. Il s'agit de découvrir une « généalogie de la logique ». « Logique » doit être pris au sens étymologique du terme : Logos, terme qui nous vient du grec, désigne à la fois la « parole » et la « raison ». Il convient donc de chercher ce qui peut nous permettre de connaître rationnellement le monde qui nous entoure, ou plutôt de répondre à la question « d'où nous vient cette connaissance ? ».
Husserl part de la perception de simples objets pour atteindre la relation entre objets jusqu'à l'universalisation, c'est-à-dire le stade où nous pouvons utiliser des concepts communicables, là où le jugement ou la prédication sont formés. Il n'existe pas de commentaire systématique de ce recueil.